# Recorded Future
Recorded Future est une entreprise américaine du domaine de la cybersécurité et de l'analyse de données basée à Somerville, Massachusetts.

## Historique
Deux fonds d'investissement ont participé conjointement au financement de Recorded Future : Google Ventures, filiale de Google, et In-Q-Tel, la société d'investissement des organisations du renseignement américain. Il s'agit du premier co-financement d'entreprises entre Google et la CIA dans le domaine de la cybersécurité. Dans un article de Wired, le journaliste Noah Shachtman (en) indique que « ces investissements vont forcément nourrir des critiques contre Google, déjà nombreuses à trouver le géant du web un peu trop proche du gouvernement américain ».
En avril 2015, un site internet accuse Recorded Future d’atteinte à la vie privée, mettant en cause l’analyse de messages Facebook privés, ce que Recorded Future a nié. L'accusation trouva un terme lorsque des traces de la mise en ligne publique de liens vers les messages concernés furent retrouvées.

## Activités
L’entreprise commercialise des outils informatiques destinés à l'analyse de données internet afin d'en extraire du renseignement. Selon Alexandre Hervaud dans un article de Libération en juillet 2010, cette activité fait que « Recorded Future […] devrait atterrir dans le collimateur des anti-flicage sur le web et motiver de nouvelles campagnes de sensibilisation sur le traitement des données personnelles ».